# Distrito de Uster
El distrito de Uster es uno de los doce que conforman el Cantón de Zúrich, en Suiza. Su capital es Uster y el idioma oficial es el alemán. En 2005 tenía una población de 110.287 habitantes.

## Geografía
El distrito de Uster limita al norte con el distrito de Bülach, al noreste con Pfäffikon, al sureste con Hinwil, al suroeste con Meilen y al oeste con Zúrich.

## Comunas
| Distrito de Uster   | Distrito de Uster      | Distrito de Uster |
| Comunas             | Población (31.12.2008) | Superficie km²    |
| ------------------- | ---------------------- | ----------------- |
| Dübendorf           | 23 852                 | 13.61             |
| Egg                 | 7975                   | 14.48             |
| Fällanden           | 7774                   | 6.41              |
| Greifensee          | 4964                   | 2.30              |
| Maur                | 9275                   | 14.83             |
| Mönchaltorf         | 3375                   | 7.62              |
| Schwerzenbach       | 4414                   | 2.64              |
| Uster               | 31 406                 | 28.56             |
| Volketswil          | 16 348                 | 14.00             |
| Wangen-Brüttisellen | 7259                   | 7.90              |
| Total (10)          | 116 642                | 112.35            |